# Wilfried Huber
Wilfried Huber (Brunico, 15 november 1970) is een voormalig Italiaans rodelaar. Huber vormde een koppel samen met Kurt Brugger.
Huber nam zesmaal deel aan de Olympische Winterspelen, behaalde tijdens zijn derde deelname in 1994 in het Noorse Lillehammer zijn beste prestatie door aan de zijde van Brugger de gouden medaille te winnen door Huber zijn broer Norbert en zijn partner te verslaan met een verschil van 49 duizendsten.
Huber zijn broer Günther won in 1994 de gouden medaille in de tweemansbob.
Huber nam deel individueel deel aan de 2002 en de 2006.
Huber won in totaal zeven medailles op de wereldkampioenschappen twee zilveren en vijf bronzen medailles, in 1993 de bronzen medailles en drie medailles in het dubbel en driemaal in de landenwedstrijd.

## Resultaten

### Wereldkampioenschappen
| Jaar | Plaats      | Resultaat                |
| ---- | ----------- | ------------------------ |
| 1990 | Calgary     | dubbel                   |
| 1993 | Calgary     | individueel · dubbel     |
| 1995 | Lillehammer | dubbel · landenwedstrijd |
| 1996 | Altenberg   | landenwedstrijd          |
| 1997 | Igls        | landenwedstrijd          |

### Olympische Winterspelen rodelen
| Jaar | Plaats         | Resultaat       |
| ---- | -------------- | --------------- |
| 1988 | Calgary        | 7e dubbel       |
| 1992 | Albertville    | 5e dubbel       |
| 1994 | Lillehammer    | dubbel          |
| 1998 | Nagano         | 5e dubbel       |
| 2002 | Salt Lake City | 9e individueel  |
| 2006 | Turijn         | 10e individueel |

1964: Josef Feistmantl / Manfred Stengl ·
1968: Klaus-Michael Bonsack / Thomas Köhler ·
1972: Paul Hildgartner / Walter Plaikner & Horst Hörnlein / Reinhard Bredow ·
1976: Hans Rinn / Norbert Hahn ·
1980: Hans Rinn / Norbert Hahn ·
1984: Hans Stanggassinger / Franz Wembacher ·
1988: Jörg Hoffmann / Jochen Pietzsch ·
1992: Stefan Krauße / Jan Behrendt ·
1994: Kurt Brugger / Wilfried Huber ·
1998: Stefan Krauße / Jan Behrendt ·
2002: Patric Leitner / Alexander Resch ·
2006: Andreas Linger / Wolfgang Linger ·
2010: Andreas Linger / Wolfgang Linger ·
2014: Tobias Wendl / Tobias Arlt ·
2018: Tobias Wendl / Tobias Arlt ·
2022: Tobias Wendl / Tobias Arlt